# Eristalis plumipes
Eristalis plumipes là một loài ruồi trong họ Ruồi giả ong (Syrphidae). Loài này được Bezzi mô tả khoa học đầu tiên năm 1912. Eristalis plumipes phân bố ở vùng Cổ Bắc giới